# Корнаты
Корнаты (хорв. Kornati) — национальный парк в Хорватии.
Расположен в средней Далмации, на архипелаге Корнаты в Адриатическом море неподалёку от городов Задар, Шибеник и Биоград-на-Мору.

## Общие сведения

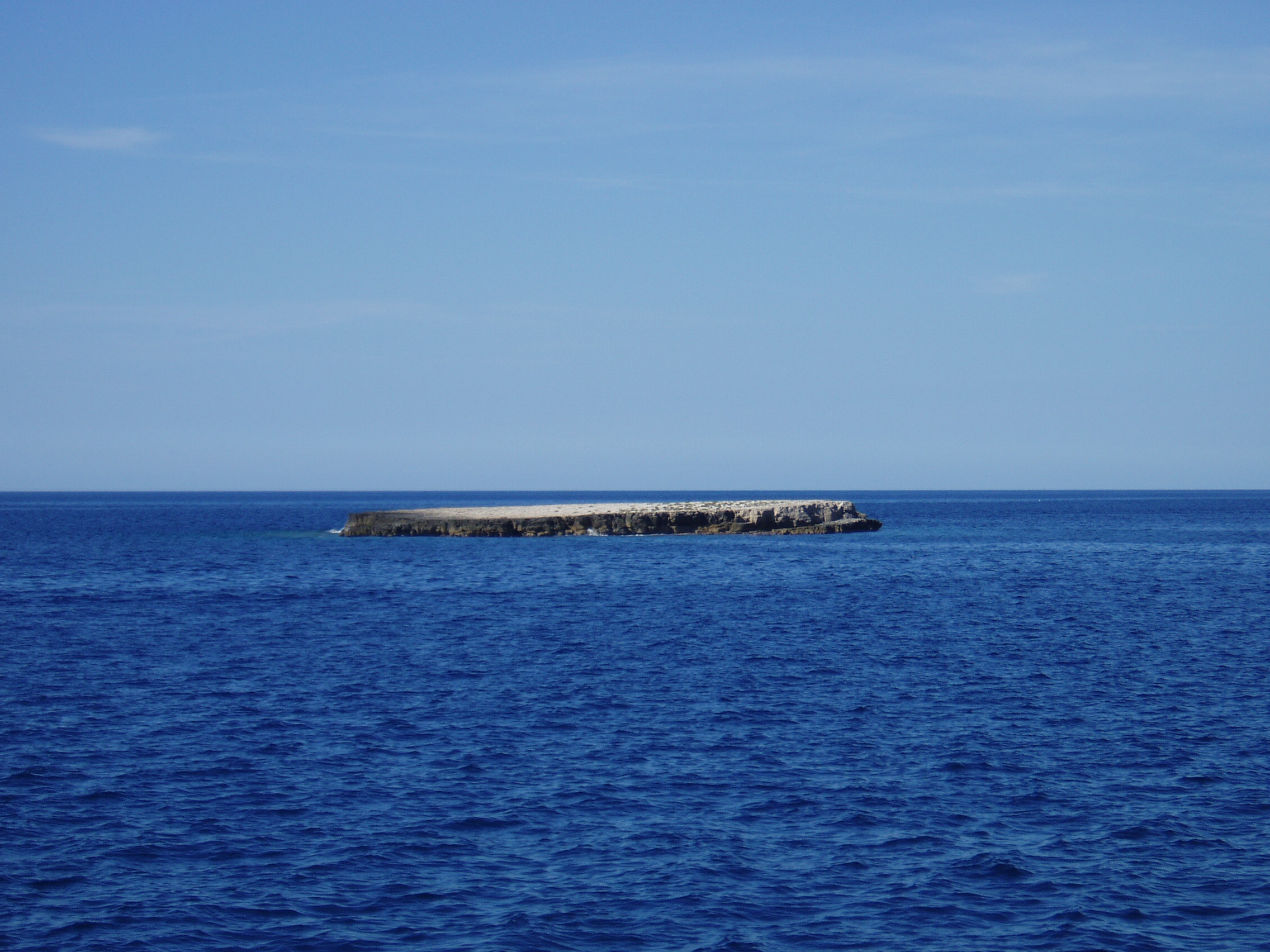

Национальный парк занимает большую часть архипелага, в его состав не входят лишь несколько островов северной части архипелага. Парк включает в себя 89 островов общей площадью 50 км² и с береговой линией, превышающей 238 км. Общая площадь парка вместе с морской территорией — 220 км². Архипелаг Корнаты уникален плотностью расположения островов, проливы между которыми представляют иногда настоящий лабиринт среди скал.
От соседних островов Пашман и Дуги-Оток, архипелаг отделён проливами, от острова Муртер — заливом, который иногда называют Муртерским морем.
Две трети территории парка занимает остров Корнат — самый большой остров архипелага с территорией более 32 км². Длина острова — 25 км, ширина около 2,5.
На островах нет постоянных жителей.
Национальный парк пользуется большой популярностью у яхтсменов, дайверов и любителей живой природы.

## Флора и фауна

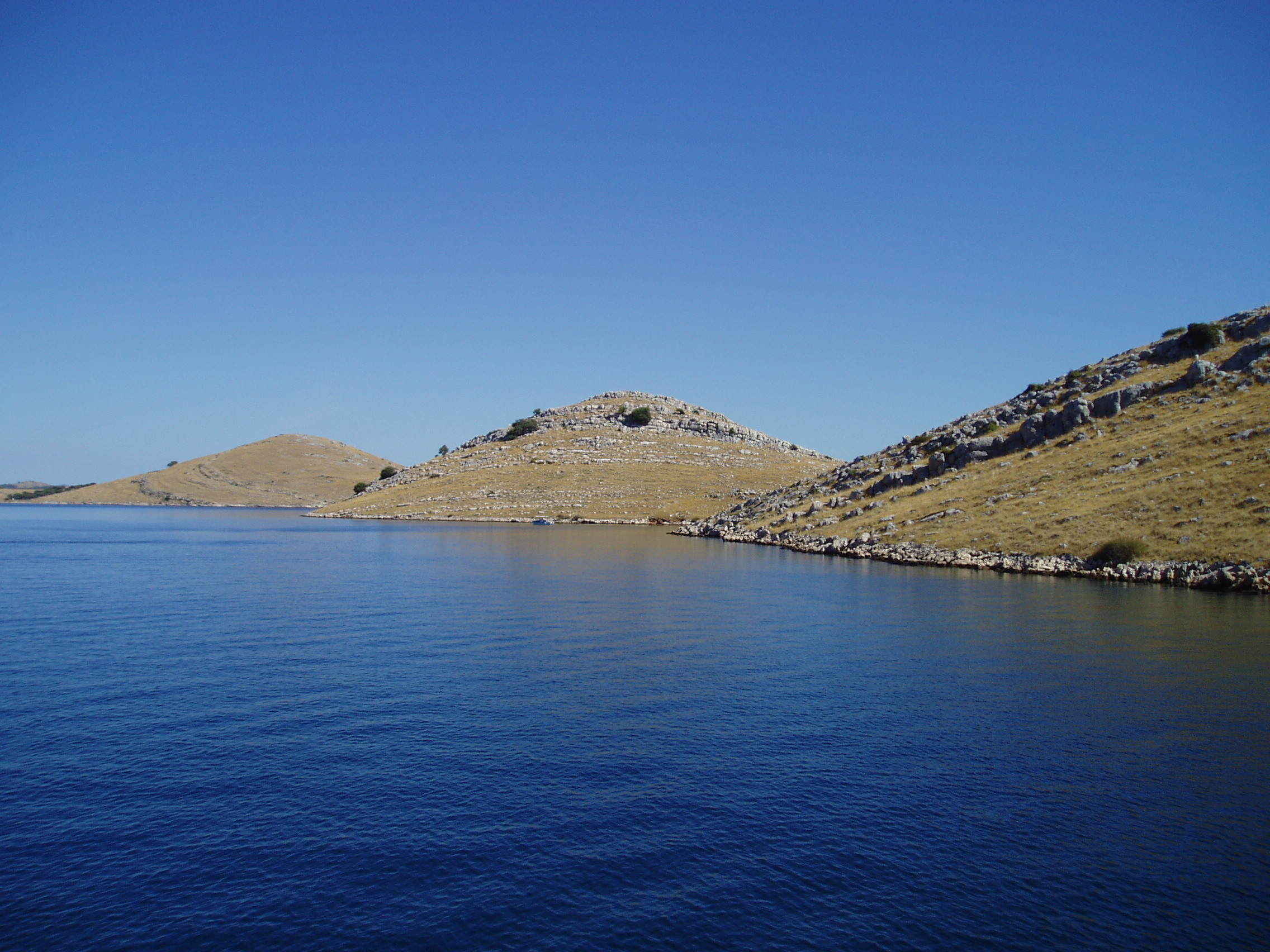

Растительный и животный мир архипелага богат как в подводной, так и в надводной части.
Несмотря на полупустынный вид значительной части островов, здесь насчитывается 537 таксонов растений. Главные деревья архипелага — сосны и оливы.
Кроме разнообразных грызунов, змей, ящериц, насекомых, животный мир острова представлен куницами, белками, а также птицами, наиболее примечательные из которых — совы, соколы, пустельги, канюки и бакланы.
Морское дно на Корнатах состоит из рифов причудливых форм, богатых кораллами, жемчужными раковинами и моллюсками. Прилегающие к островам воды очень богаты рыбой.

## Интересные места
- Короны — геологический феномен, представляющий собой скалы, «растущие» прямо из моря. Доходят до 100 метров, как в подводной части, так и в надводной. Подъём на короны запрещён.
- Остатки иллирийских поселений — находятся сразу на нескольких островах архипелага.
- Крепость Турета — на острове Корнат. Старейшее сооружение византийской эпохи на архипелаге. Датируется VI веком.

## Цитаты
«В последний день Творения Бог захотел увенчать свою работу и из слез, звезд и дыхания создал Корнаты» (Дж. Б. Шоу)